# Villa d'Omblepied
La villa d'Omblepied est une villa située à Oudon, dans le département de la Loire-Atlantique en France.

## Description
C'est une villa néo-classique influencée par le palladianisme. Elle a été construite pour Jacques-Charles Fleuriot en 1841 sur les plans de l'architecte Mathurin Crucy.

## Historique
Le monument est inscrit au titre des monuments historiques en 1997.